# تل دفنه

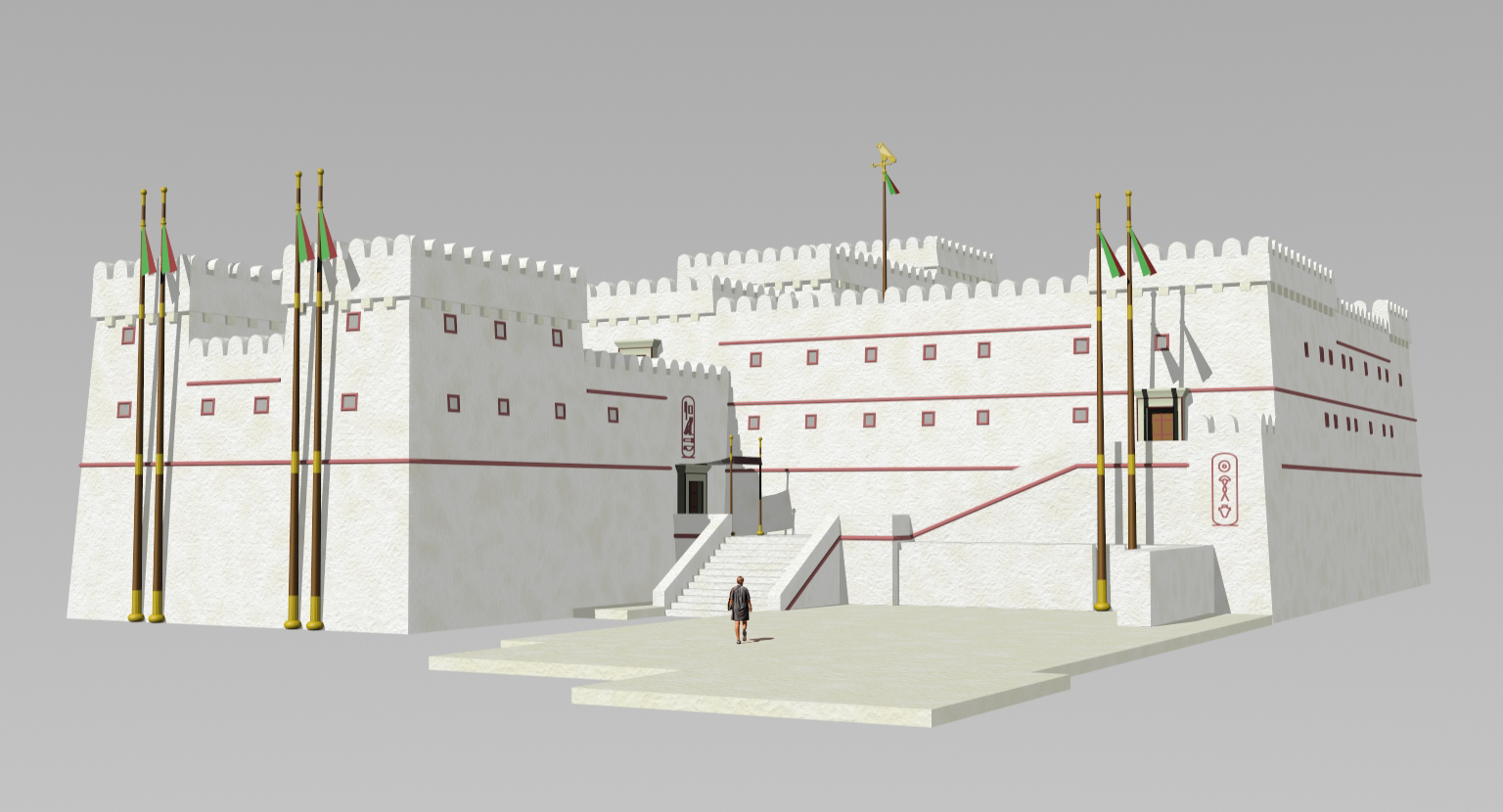
مجسم ثلاثي الأبعاد لقصر بنت اليهودي في تحفنيس.

تحفنيس (بالعبرية: תַּחְפַּנְחֵס‏) عرفها الإغريق باسم دافنى البيلوزية (بالإغريقية: Δάφναι αἱ Πηλούσιαι)‏  و تفنيس (بالإغريقية: Ταφνας)‏ في الترجمة السبعينية، وحاليا تعرف بتل دفنه  أوكوم دفنه 
كانت مدينة في مصر القديمة، وردت في كتب التاريخ القديمة بأنها كانت في الجهة الشرقية من الوجه البحري وأنها كانت واقعة على الفرع البيلوزي، ومكانها حاليا تبعا لمحمد رمزي يقع غربي محطة القنطرة على بعد 13 كيلومتراً منها بأراضي ناحية القنطرة الغربية بمركز فاقوس.

## الاسم
لا يزال معنى الاسم غير مؤكد على الرغم من أنه يبدو أنه من أصل مصري. أرجع جون إل ماكنزي الاسم لـ T-h-p-nhsj بمعنى قلعة النوبيين، بينما أضاف ويليام أولبرايت أنه يعني قلعة باينهاس Pinehas (قائد مصري من القرن 11 ق. م،). بينما ربط دارسي وفلهلم شبيجلبرج الاسم مع الكلمة الهيروغليفية Tephen.
| U33 | Q3 | V28 | W24 · O49 |

| U33 | Q3 | V28 | W24 · O49 |

| U33 | O1 | V28 | W24 · O49 |

| U33 | O1 | V28 | W24 · O49 |

| U33 | Q3 | V28 | W24 · O49 |

| U33 | Q3 | V28 | W24 · O49 |

| U33 | O1 | V28 | W24 · O49 |

| U33 | O1 | V28 | W24 · O49 |

| V13 | D58 | N35 · F16 | X1 · O49 |

| V13 | D58 | N35 · F16 | X1 · O49 |

| V13 | D58 | N35 · F16 | X1 · O49 |

| V13 | D58 | N35 · F16 | X1 · O49 |

| V13 | D58 | N35 · X1 · Z5 | O49 |

| V13 | D58 | N35 · X1 · Z5 | O49 |

| V13 | D58 | N35 · X1 · Z5 | O49 |

| V13 | D58 | N35 · X1 · Z5 | O49 |

## التاريخ
طبقا لـ (هيرودوت الكتاب الثاني ص 154) أنشأ إبسماتيك الأول (664-610 ق. م.) حامية من المرتزقة الأجانب في دفنه معظمهم من الكاريون والأيونيين الإغريق.
وفقًا للكتاب المقدس العبري، هرب اليهود من أورشليم إلى هذا المكان بعد وفاة جدليا واستقروا هناك لفترة (إرميا 2:16 ؛ 43:7,8,9 ، 43:7,8,9 ، 43:7,8,9 ؛ 44:1 ؛ 46:14 ؛ حزقيال 30:18). بعد تدمير القدس عام 586 ق. م. جاء اللاجئون اليهود بمن فيهم إرميا إلى تحفنحيس (ارميا 43: 7-9، 44: 1، 46: 14، حزقيال 30: 18).
اكتشف فلندرز بيتري منصة الطوب والتي وصفها بأنها قد تكون رصيف لمدخل قصر فرعون، حيث قال: "هنا حدث الطقس الذي وصفه إرميا 43:8-10؛ أمام جموع رؤساء الفارين على المنصة، وهنا بسط نبوخذ نصر الثاني سرادقه الملكي".
عندما سمح أحمس الثاني (570-526 ق. م.) لليونانيين بالاستيطان في نقراطس، هجر الإغريق دفنه ولم تعد مزدهرة كما كانت. وفي زمن هيرودوت كانت بقايا الأرصفة والمباني المهجورة لاتزال مرئية.
اكتشف الموقع السير ويليام ماثيو فلندرز بيتري في عام 1886؛ كانت معروفة في المنطقة وقتها باسم «قصر بنت اليهودي». كان بها حصن ضخم وسور. كان الاكتشاف الرئيسي عبارة عن عدد كبير من قطع الفخار، والتي لها أهمية كبيرة بالنسبة للتسلسل الزمني لطلاء الزهرية الذي بين انتماؤها للفترة ما بين إبسماتيك وأحمس، أي نهاية القرن السابع أو بداية القرن السادس قبل الميلاد. وفيها تظهر خصائص الفن الأيوني، لكن أشكالها وتفاصيلها الأخرى تشهد على صناعتها المحلية.
اقترح عالم المصريات نويل إيمه جيرون Noël Aimé-Giron تحديد تحفنحيس بالموقع التوراتي لبعل زيفون بناءا على ما ورد في رسائل البرديات الفينفيقة في سقارة.